# اوتو (استونی)
اوتو (به لاتین: Utu) یک منطقهٔ مسکونی در استونی است که در دهستان کاینا واقع شده‌است.